# Route 267 (Québec)
Pour les articles homonymes, voir Route 267.
La route 267 (R-267) est une route régionale québécoise d'orientation nord / sud située sur la rive sud du fleuve Saint-Laurent. Elle dessert les régions administratives de Chaudière-Appalaches et du Centre-du-Québec.

## Tracé
La route 267 débute à Adstock, à l'intersection de la route 269. Elle traverse ensuite le centre-ville de Thetford Mines, sous le nom de rue Saint-Alphonse, où la route tombe sous juridiction municipale. Après son passage à Thetford Mines, elle redevient sous juridiction du MTQ et traverse les villages de Saint-Jean-de-Brébeuf et d’Inverness, tout en traversant le parc éolien des moulins. Elle se termine à Plessisville, à son intersection avec la route 116. 

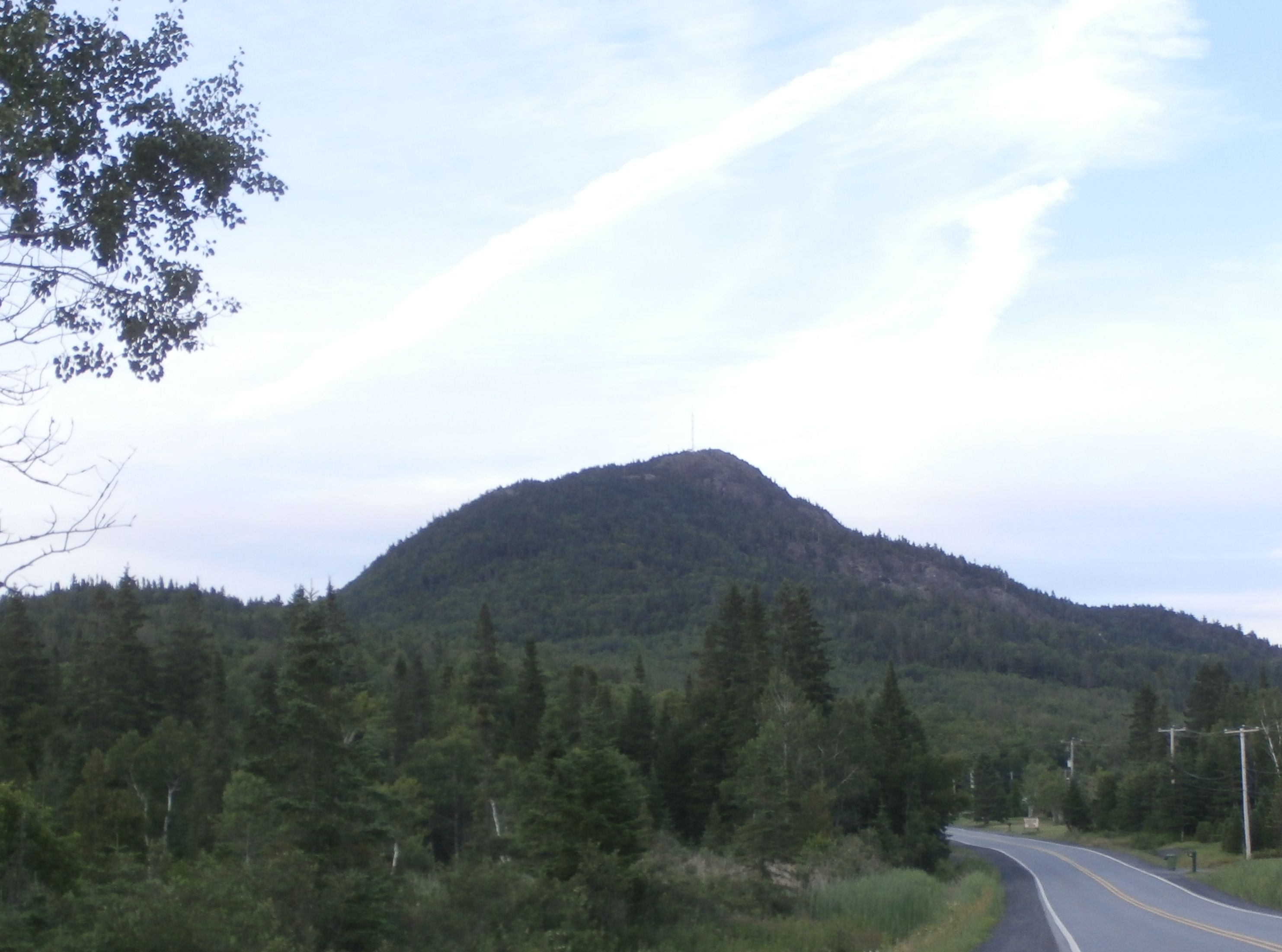
Le mont Adstock près de Saint-Daniel.
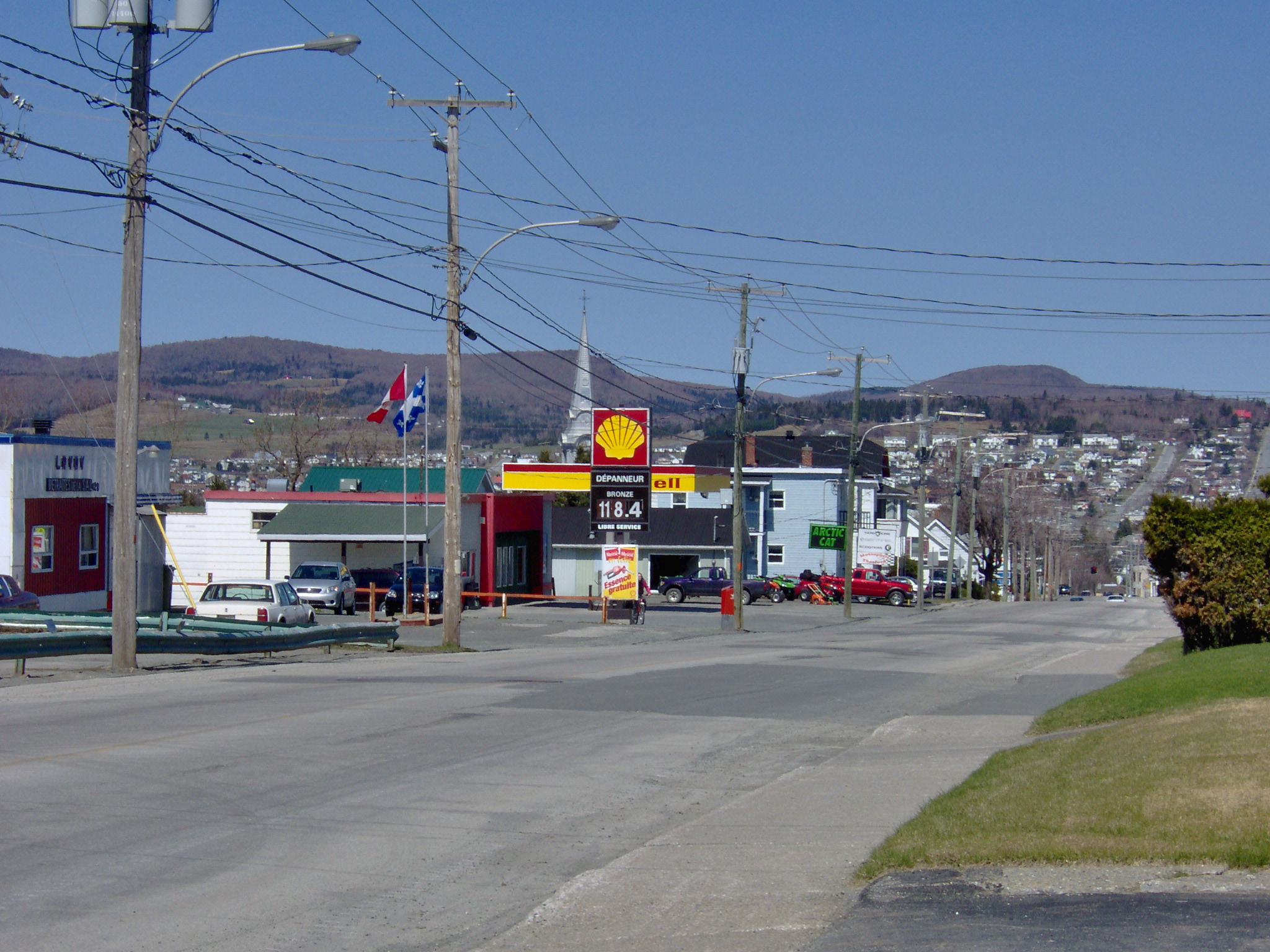
La rue Saint-Alphonse à Thetford Mines.
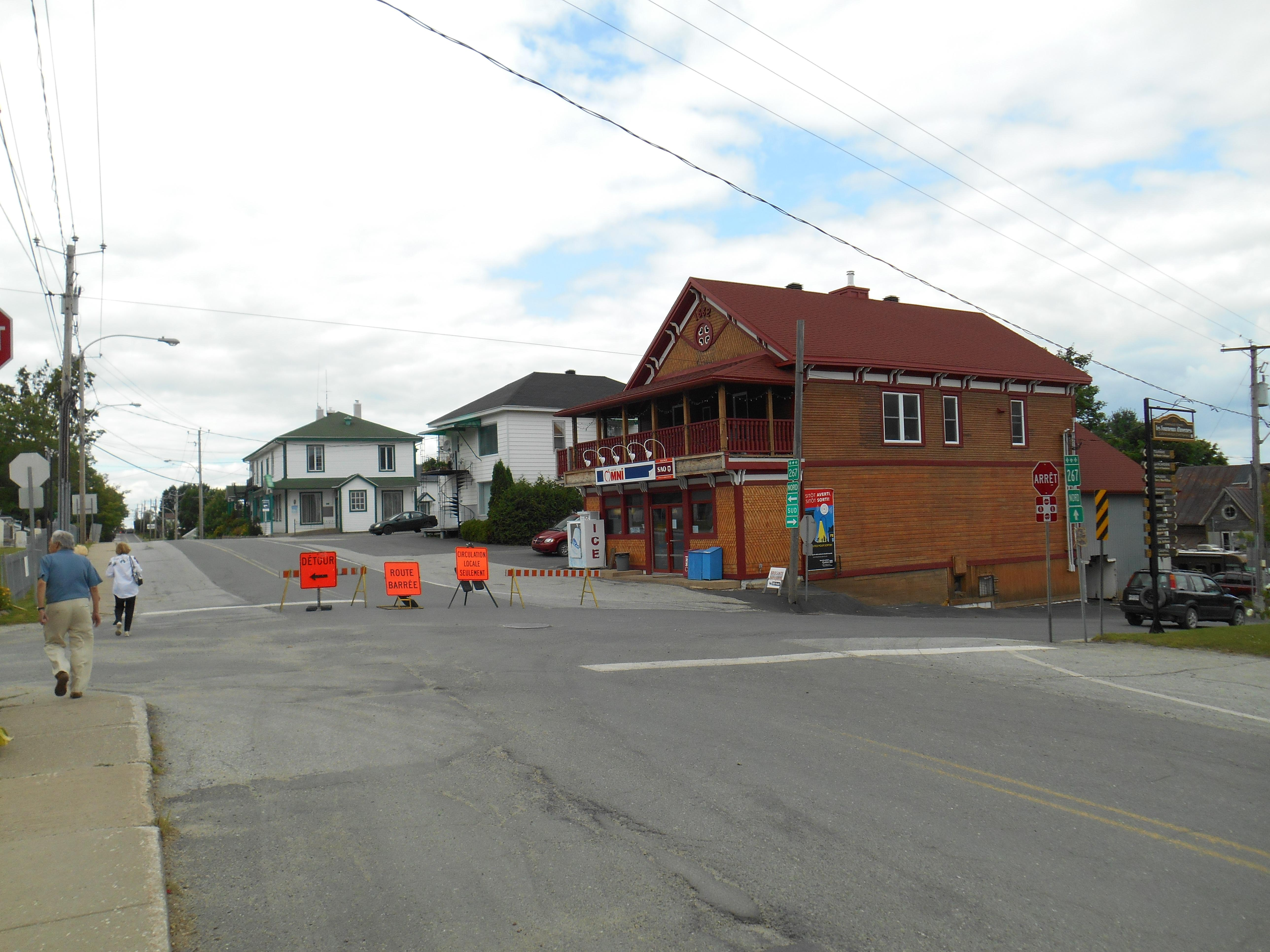
La rue Dublin à Inverness.

## Localités traversées (du sud au nord)
Liste des municipalités dont le territoire est traversé par la route 267, regroupées par municipalité régionale de comté.

### Chaudière-Appalaches
Les Appalaches
- Adstock
- Thetford Mines
- Saint-Jean-de-Brébeuf

### Centre-du-Québec
L'Érable
- Inverness
- Laurierville
- Plessisville

## Intersections majeures
| MRC            | Municipalité          | km    | Destinations                                                  | Notes |
| -------------- | --------------------- | ----- | ------------------------------------------------------------- | ----- |
| Les Appalaches | Adstock               | 0,00  | R-269 – La Guadeloupe, Saint-Éphrem-de-Beauce, Thetford Mines |       |
| Les Appalaches | Thetford Mines        | 29,20 | R-112 (Boulevard Frontenac)                                   |       |
| Les Appalaches | Saint-Jean-de-Brébeuf | 44,00 | R-216 – Kinnear's Mills, Saint-Ferdinand                      |       |
| L'Érable       | Plessisville          | 77,30 | R-116 – Victoriaville, Thetford Mines, Notre-Dame-de-Lourdes  |       |
|                |                       |       |                                                               |       |